# Alice Schwarzer
Alice Sophie Schwarzer (Wuppertal, 3 de desembre de 1942), és una periodista, escriptora i activista feminista alemanya. Considerada com una figura històrica del feminisme alemany, el 1977 va fundar la revista feminista Emma de la qual és editora i redactora en cap. L'any 1970 va ser una de les fundadores a París, del Moviment d'alliberament de les Dones (MLF) seguint el moviment estatunidenc Women's Lib i hereu del maig del 68. És especialment coneguda per la seva lluita contra la pornografia i la prostitució.

## Primers anys
Va néixer als afores de Wuppertal durant la guerra, de mare soltera va ser criada pels seus avis materns a Wuppertal. A casa seva, va relatar més tard, els rols estaven canviats i mentre la seva àvia era l'activista política, el seu avi s'encarregava de cuidar-la.
Durant la Segona Guerra Mundial, va ser evacuada a Baviera i no va tornar a la regió de Ruhr fins al 1950. Després d'estudiar a França, Schwarzer va començar a treballar com a periodista en pràctiques a Düsseldorf el 1966, i va iniciar la seva carrera com a periodista el 1969.

## Trajectòria professional
De 1970 a 1974, va treballar com a freelance per a diferents mitjans de comunicació a París, alternant el periodisme amb els estudis de psicologia i sociologia i va ser alumna de Michel Foucault, entre d'altres. Va conèixer Jean-Paul Sartre i Daniel Cohn-Bendit. En aquesta època, al costat de Monique Wittig, va fundar el MLF.

### Campanya 'Hem avortat'

#### A França
L'abril de 1971, Schwarzer es va unir a Simone de Beauvoir, Jeanne Moreau, Catherine Deneuve a l'anomenat "Manifest de les 343" en la campanya per la defensa de la legalització de l'avortament a França en què anunciaven públicament que havien avortat tot exposant-se a ingressar a la presó, atès que estava prohibit.

#### A Alemanya
El seu nom va saltar a l'opinió pública quan va traslladar la campanya a favor del dret a l'avortament a Alemanya. El juny de 1971, Schwarzer va ocupar la portada de la revista Stern amb la campanya «Hem avortat» en la qual 374 dones en aquest país, entre les quals Romy Schneider, Senta Berger o Carola Stern van confessar que havien avortat. Amb el lema Frauen gegen den § 218 ("Dones contra la secció 218"), que era la secció del Codi Penal alemany que declarava il·legal l'avortament, es volia reclamar la legalització de l'avortament. El 1971 Schwarzer va publicar el seu primer llibre del mateix títol. La llei a favor de l'avortament d'Alemanya Occidental va ser aprovada per la decisió del Tribunal Constitucional alemany, al 1975.

### Referent del feminisme alemany
El 1974 va tornar a Alemanya i va participar en un debat televisiu amb l'escriptora antifeminista Esther Vilar, que li va valer l'apel·latiu de «la reina de l'emancipació» El seu llibre Der kleine Unterschied und seine großen Folgen (La petita diferència i les seves enormes conseqüències), que es va publicar el 1975 traduït a onze idiomes es va convertir en supervendes. S'hi descriu la vida quotidiana de la dona comuna i corrent i el paper de la sexualitat en la lluita de gènere. La publicació va convertir Schwarzer en un referent del feminisme alemany contemporani. Entre les seves reivindicacions pioneres va defensar l'autosuficiència econòmica de les dones, va denunciar i es va posicionar públicament contra la llei que requeria que les dones casades obtinguessin permís dels seus marits abans de començar a treballar fora de la llar, una disposició que va ser eliminada el 1976. També va denunciar la degradació de la dona com a simple objecte sexual, cosa que no va agradar a la societat de l'època.
En 1977 va fundar la revista feminista Emma, que des de llavors dirigeix i en la qual ha concentrat el seu treball com a cap de redacció i editora. El primer número es va publicar el 26 de gener de 1977 i portava un informe de les diferències entre assassins i assassines; un perfil de l'home aturat; indicacions d'anatomia del cos humà masculí i consells pràctics per reparar canonades. Va ser l'any en el qual va escriure el seu primer article en la premsa alemanya sobre la mutilació genital femenina. El 1978 va demandar al setmanari Stern acusant-lo de presentar les dones des d'una visió sexista. La revista havia publicat en la seva portada una imatge del fotògraf Helmut Newton. Els tribunals van rebutjar la demanda, però Schwarzer va seguir arremetent contra Newton a qui que va acusar de sexista, racista i feixista.
El 1987 va impulsar la campanya PorNo per a la prohibició de la pornografia a Alemanya, denunciant que la pornografia viola la dignitat de les dones, constitueix una forma de violència mediàtica contra elles i contribueix a la misogínia i a la violència física contra les dones.
Entre 1992 i 1993, Schwarzer va ser presentadora del programa de televisió Zeil um Zehn al canal Hessischer Rundfunk. Les seves freqüents aparicions en programes d'entrevistes de la televisió alemanya, l'han convertit en un dels referents mediàtics en assumptes relacionats amb el feminisme.
En 1993 la revista Emma va passar a publicar-se bimensualment i Schwarzer va compaginar el lideratge de la revista amb la publicació de llibres, entre els quals Eine tödliche Liebe (Amor mortal) sobre Petra Kelly i Gert Bastian, i les biografies de Romy Schneider i Marion Dönhoff. En total ha publicat setze llibres com a escriptora i quinze com a editora.

## Vida personal
El 2018, Schwarzer es va casar amb Bettina Flitner, la seva sòcia de per vida i de negocis.

## Posicions
Considera que en matèria de política de gènere Alemanya és «el país més endarrerit de l'Europa Occidental».

### Prostitució
Compromesa històricament en la lluita en contra la legalització de la prostitució, va fer campanya en contra de la llei de 2002 a Alemanya que va legalitzar els bordells. Considera que la prostitució és una violència contra la dona i denuncia que la legalització de la prostitució «beneficia els proxenetes i els traficants de persones». «Alemanya és l'epicentre europeu de la trata de dones i el país de destinació de turistes sexuals. Sembla progressista però en realitat és reaccionari i patriarcal»

### Violència de gènere
Denúncia que la violència de gènere amb prou feines apareix en els mitjans de comunicació i que tot i que durant dècades la revista Emma s'ha barallat per establir una categoria legal i estadística, el 2002 encara no s'havia aconseguit.

### Islamisme i ús del vel
Considera que l'islamisme és una ideologia totalitària i el feixisme del segle XXI que té pres l'islam com a ostatge. També considera que l'esquerra i els partits establerts han restat importància a l'islamisme. Per a Schawarzer els musulmans informats, creients o no, són les primeres víctimes. També denuncia que a Alemanya la major font de l'islam polític són les associacions que s'han infiltrat en la societat des dels anys 90. Adverteix sobre una islamització progressiva d'Europa que, en la seva opinió, conduiria a una erosió dels drets humans, especialment dels drets de les dones.
En els últims anys, ha estat molt crítica amb l'islamisme polític i la posició de la dona en l'Islam; considera que s'han d'afavorir les prohibicions del hiyab a les escoles públiques o altres entorns públics, que considera un símbol d'opressió.

## Frau fiscal
En la dècada de 1980, Schwarzer va obrir un compte bancari al banc privat amb seu a Zúric Lienhardt & Partner, per mantenir els seus actius ocults a les autoritats fiscals alemanyes. Durant els anys següents, Schwarzer va transferir els guanys obtinguts de la venda de llibres i presentacions públiques a aquest compte bancari suís, evitant així els impostos a Alemanya. Incloent interessos i interessos composts, els seus actius il·legals es van acumular per una suma de 4 milions d'euros.
D'acord amb la Secció 371 del codi tributari alemany (Abgabenordnung), l'autor d'un frau fiscal pot evitar el càstig si ell o ella admet el delicte i proporciona una divulgació completa dels impostos no pagats a les autoritats (en alemany: strafbefreiende Selbstanzeige). Schwarzer va intentar fer tal divulgació en secret a les autoritats fiscals alemanyes. No obstant això, al febrer de 2014, el periòdic alemany Der Spiegel va escriure un article de recerca sobre el tema, fent públic el cas. Com a reacció, Schwarzer va fer una declaració a la seva pàgina web sobre l'assumpte. Sota l'encapçalat "In eigener Sache" ("per compte propi"), Schwarzer va admetre haver defraudat impostos. En aquesta declaració, Schwarzer va al·legar que en el passat, havia tingut por dels opositors polítics a Alemanya i «sincerament tenia por» que pogués haver d'abandonar el país en algun moment i, per tant, necessitava estar preparada financerament.
Al maig de 2014, les autoritats fiscals alemanyes i els fiscals penals van accedir a diversos immobles propietat de Schwarzer executant ordres emeses per jutges sobre diverses dels comptes bancaris de Schwarzer. Va resultar que l'autoexposició inicial de Schwarzer presentada a les autoritats fiscals alemanyes era incorrecta i, no va cobrir la totalitat dels seus impostos impagats. En tal cas les exhibicions personals no tenen cap efecte exculpatori segons la legislació fiscal alemanya pel que en 2016, Schwarzer va ser multada per frau fiscal pel tribunal local (Amtsgericht) de Colònia.

## Publicacions

### Com a autora
- Frauen gegen den § 218 (Dones contra l'article 218). Suhrkamp Verlag, Frankfurt 1971.
- Frauenarbeit – Frauenbefreiung (El treball de les dones - l'alliberament de les dones). Ed. Suhrkamp Verlag, Frankfurt 1973. Reimprès el 1985 amb el títol: Lohn: Liebe (Salari i amor).
- Der kleine Unterschied und seine großen Folgen. Frauen über sich; Beginn einer Befreiung. (La petita diferència i les seves grans conseqüències. Les dones sobre elles mateixes; el començament d'un alliberament). Ed. S. Fischer, Frankfurt 1975.
- So fing es an – 10 Jahre neue Frauenbewegung. (Com va començar - 10 anys del nou moviment feminista). Ed. Emma Frauenverlag, 1981.
- Mit Leidenschaft. Texte von 1968–1982 (Amb passió. Textos de 1968-1982). Ed. Rowohlt Verlag, Hamburg 1982.
- Simone de Beauvoir heute – Gespräche aus 10 Jahren. Interviews und Essays. (Simone de Beauvoir avui – 10 anys de converses. Entrevistes i assajos). Ed. Rowohlt Verlag, Hamburg 1982.
- Warum gerade sie? Weibliche Rebellen. Luchterhand (Per què ella d'entre totes les persones? Rebels femenines). Ed. Verlag, Frankfurt 1989.
- Von Liebe + Haß. (D'amor + odi). Ed. Fischer Verlag, Frankfurt 1992.
- Eine tödliche Liebe – Petra Kelly + Gert Bastian. (Un amor mortal - Petra Kelly + Gert Bastian) Ed. Kiepenheuer & Witsch, Colònia 1994, ISBN 3-462-02288-1.
- Marion Dönhoff – Ein widerständiges Leben. (Marion Dönhoff - Una vida resistent). Ed. Kiepenheuer & Witsch, Colònia 1996, ISBN 3-462-02531-7.
- So sehe ich das. Texte von 1992–1996. (Així és com jo ho veig. Textos de 1992-1996). Ed. Kiepenheuer & Witsch, Colònia 1997.
- Romy Schneider – Mythos und Leben. (Romy Schneider - Mite i vida). ED.Kiepenheuer & Witsch, Colònia 1998, ISBN 3-462-02740-9.
- Der große Unterschied. Gegen die Spaltung von Menschen in Männer und Frauen (La gran diferència. Contra la divisió de les persones en homes i dones). Ed. Kiepenheuer & Witsch, Colònia 2002, ISBN 3-462-02934-7.
- Alice im Männerland. Eine Zwischenbilanz. (Alícia al país dels homes. Un balanç provisional). Ed. Kiepenheuer & Witsch, Colònia 2002, ISBN 3-462-03143-0.
- Alice Schwarzer porträtiert Vorbilder und Idole. (Alice Schwarzer retrata models i ídols) Ed- Kiepenheuer & Witsch, Colònia 2003, ISBN 3-462-03341-7.
- Frauen mit Visionen, mit Fotografin Bettina Flitner. (Dones amb visió, amb la fotògrafa Bettina Flitner) Ed. Knesebeck, Múnic 2004.
- Liebe Alice, liebe Barbara. (Estimada Alice, estimada Barbara). Ed. Kiepenheuer & Witsch, Colònia 2005. Correspondència amb Barbara Maia) La resposta. Ed. Kiepenheuer & Witsch, Colònia 2007, ISBN 978-3-462-03773-9.
- Simone de Beauvoir. Ein Lesebuch mit Bildern. (Simone de Beauvoir. Un llibre de lectura amb imatges). Ed. Rowohlt, Reinbek 2007.
- Simone de Beauvoir. Weggefährtinnen im Gespräch. (Simone de Beauvoir. Companyes de conversa). Ed. Kiepenheuer & Witsch, Colònia 2007.
- Journalistin aus Passion. (Periodista per passió). Ed. Picus, Viena 2010.
- Lebenslauf. Autobiografie. (Currículum vitae. Autobiografia). Ed. Kiepenheuer & Witsch, Colònia 2011. ISBN 978-3-462-04350-1.
- Reisen in Burma, mit Fotos von Bettina Flitner (Viatges a Birmània, amb fotografies de Bettina Flitner). Ed. DuMont Verlag, Colònia 2012, ISBN 978-3-8321-9424-6.
- Meine algerische Familie. (La meva família algeriana). Ed. Kiepenheuer & Witsch, Colònia 2018, ISBN 978-3-462-05120-9.
- Lebenswerk. Zweiter Teil der Autobiografie. (El treball de la vida. Segona part de l'autobiografia). Ed. Kiepenheuer & Witsch, Colònia 2020.

### Com a editora
- Boicot electoral. Ed. Emma Frauenverlag, Colònia 1980.
- El llibre EMMA. Múnic, 1981.
- La sexualitat. Ed. Emma Frauenverlag, Colònia 1982,
- Durch dick und dünn. (A les bones i a les dolentes). Ed. Emma Frauenverlag, Colònia 1986.
- Weg mit dem § 218! (Fora l'article 218!). Ed. Emma Frauenverlag Colònia, 1990.
- Das neue EMMA-Buch (El nou llibre de EMMA). Múnic, 1986.
- PorNO. Ed. Emma Frauenverlag, Colònia 1988. Reeditat el 1994.
- Auf Kosten der Frauen. Frauenrechte im Sozialstaat. (A costa de les dones. Els drets de la dona en l'Estat de benestar) amb Ute Gerhard i Vera Ed. Slupik Beltz, Weinheim, 1988.
- KRIEG. Was Männerwahn anrichtet – und wie Frauen Widerstand leisten, gegen Krieg und islamischen Fundamentalismus. (LA GUERRA. El que fan els deliris dels homes - i com les dones resisteixen la guerra i el fonamentalisme islàmic). Ed. Emma Frauenverlag, Colònia, 1990
- Das neueste EMMA-Buch. (L'últim llibre de EMMA) Múnic, 1991.
- Schwesternlust + Schwesternfrust. 20 Jahre Neue Frauenbewegung – eine Chronik. (Schwesternlust + Schwesternfrust. 20 anys del nou moviment feminista - una crònica) Ed. Emma Frauenverlag, Colònia 1991.
- Turm der Frauen. Der Colòniaer Bayenturm. Vom alten Wehrturm zum FrauenMediaTurm. (La Torre de les Dones. La Bayenturm a Colònia. Des de l'antiga torre fortificada fins a la FrauenMediaTurm) Ed. DuMont Buchverlag, Colònia 1994.
- Man wird nicht als Frau geboren. (No es neix dona). Ed. Kiepenheuer & Witsch, Colònia 2000.
- Die Gotteskrieger – und die falsche Toleranz. (Els guerrers de Déu - i la falsa tolerància) Ed. Kiepenheuer & Witsch, Colònia 2002.
- Emma. Die ersten 30 Jahre. (Els primers 30 anys). Col·lecció Rolf Heyne) Múnic, 2007, ISBN 978-3-89910-358-8.
- Damenwahl. 90 Jahre Frauenwahlrecht. (Sufragi femení. 90 anys de sufragi femení) Ed. Kiepenheuer & Witsch, Colònia 2008.
- Die große Verschleierung: Für Integration, gegen Islamismus. (El gran vel: per la integració, contra l'islamisme) Colònia, 2010. ISBN 978-3-462-04263-4
- Es reicht! Gegen Sexismus im Beruf. (Suficient! Contra el sexisme en el treball). Ed. Kiepenheuer & Witsch, Colònia 2013. ISBN 978-3-462-04588-8.
- Prostitution – Ein deutscher Skandal. (Prostitució – Un escàndol Alemany) Ed. Kiepenheuer & Witsch, Colònia 2013, ISBN 978-3-462-04578-9.
- Der Schock – Die Silvesternacht in Köln (El xoc – La nit de fi d'any a Colònia) Ed. Kiepenheuer & Witsch, Colònia 2016, ISBN 978-3-462-04999-2.